# Heliconius chioneus
Heliconius chioneus är en fjärilsart som beskrevs av Bates 1864. Heliconius chioneus ingår i släktet Heliconius och familjen praktfjärilar. Inga underarter finns listade i Catalogue of Life.